# 堀江正三郎
堀江 正三郎（ほりえ しょうざぶろう、1869年2月12日（明治2年1月2日） - 1934年（昭和9年）10月9日）は、日本の政治家。衆議院議員（1期）。

## 経歴
東京都出身。1889年、東京高等工業学校卒。京橋区議、東京府議、同市部会議員、同議長となる。千代田護謨、東京製靴、東京商船各(株)専務取締役、原安商会、秋葉商店、茨城鉄道、大谷石材鉄道、栗山電燈、稲敷電気各(株)取締役社長などを務める。
1932年の第18回衆議院議員総選挙において茨城3区(当時)から立憲政友会公認で立候補して当選した。在職中の1934年10月に死去した。